# Pobre niña rica
Pobre niña rica es una telenovela mexicana de Televisa producida en 1995 es la readaptación de Pobre Clara de 1975 original de Carmen Daniels. 
Estuvo protagonizada por Victoria Ruffo y Ariel López Padilla, coprotagonizada por Paulina Rubio y Roberto Palazuelos con la participación antagónica de la primera actriz Laura Zapata y las actuaciones estelares de Azela Robinson, Alejandro Aragón, Luis Uribe, Gabriela Platas, Ernesto Godoy, Mercedes Moltó, Antonio De Carlo y los primeros actores Miguel Córcega, Oscar Traven, Elsa Cárdenas, Sergio Corona, Amparo Arozamena y Amparo Garrido.

## Argumento
Consuelo Villagrán García-Mora es una joven extremadamente tímida que ha sido apartada de sus amigos y de la vida de una adolescente normal. Desde niña su madre, doña Teresa García-Mora y su hermano mayor Carlos la han hecho sentir estúpida, fea e inútil. Consuelo también recibe desprecios por parte de su hermano mayor Carlos, que se pone de acuerdo con su madre para tener a la joven bajo control y así poder apoderarse de la fortuna que ella recibirá de su padre, don Juan Carlos Villagrán cuando este fallezca, ya que ella será la única heredera de la familia Villagrán. 
Alma Villagrán es la hija de Carlos, tiene 18 años y es hermosa, pero también malcriada y caprichosa. Aunque le tiene afecto a su tía Consuelo, con su inocencia y crueldad de adolescente siempre termina haciéndola una víctima de sus burlas y maldades. 
Consuelo vive una vida con muy poco amor y no cree que alguna vez pueda encontrar el amor de un hombre. Pero en un viaje a París Consuelo conoce a Julio Navarro, un médico especialista en neurocirugía brillante que está allí luego de triunfar en un congreso científico realizado en Londres. El joven médico al conocerla inmediatamente descubre en Consuelo lo que ni ella misma sabía que era: A una mujer bella, sensible, inteligente y fuerte enamorándose perdidamente, él le ofrece no solo su amor sino también su comprensión y apoyo incondicional y es gracias a este amor que ella sufre un cambio radical en su aspecto que va a sorprender a propios y extraños. Junto a Julio Consuelo se enfrentará a su familia para defender su amor y poco a poco ella se esforzará por recuperar el amor propio que desde niña le fue arrebatado; pero Teresa y Carlos no se darán por vencidos tan fácilmente y continuarán tratando de dominarla y destruirla y así poder tomar el control de la herencia familiar.

## Elenco
- Victoria Ruffo como Consuelo Villagrán García-Mora
- Ariel López Padilla como Julio Navarro
- Laura Zapata como Doña Teresa García-Mora de Villagrán
- Paulina Rubio como Alma Villagrán Cañedo
- Azela Robinson como Ana Luisa Cañedo de Villagrán
- Luis Uribe como Héctor Iturriaga
- Gerardo Murguía como Carlos Villagrán García-Mora
- Alejandro Aragón como Alfredo Zaldívar
- Diana Golden como Beatriz Domínguez
- Amparo Arozamena como Doña Andrea Múzquiz
- Roberto Palazuelos como Gregorio Báez
- Mercedes Molto como Bárbara de Villagrán
- Miguel Córcega como Don Juan Carlos Villagrán Franco
- Gabriela Platas como Estela Medrano
- Antonio De Carlo como César Manzanillo
- Elsa Cárdenas como Alicia Vda. de García-Mora
- Pilar Escalante como Claudia Domínguez
- Ernesto Godoy como Mauricio Villagrán García-Mora
- Indra Zuno como Ángela Martínez Valverde
- Arturo Peniche - El Mismo
- Servando Manzetti como licenciado Felipe Medrano
- Laura Sotelo como Juana «Juanita»
- Oscar Traven como doctor Adrián Zambrano
- Juan Verduzco como doctor Manuel Leyton
- Dacia Arcaráz como Norma
- Tania Fernández como Liliana «Lilí»
- Amparo Garrido como Delia Martínez
- Mauricio Islas como David Estévez
- Roberto Miquel como Samuel Martínez
- Raquel Morell como Carola Medrano
- Diego Sieres como Bobby Villagrán
- Gloria Morell
- Sergio Corona como Don Miguel Laureano Múzquiz
- Rafael Amador
- Jeanette Candiani
- Salvador Sánchez
- Polo Salazar como detective
- Margarita Ambriz
- Manolo Leija
- Juan Soler
- Sergio Catalán como Eduardo
- Francisco Gattorno
- Carlos Bonavides
- Aurora Clavel como Cata
- Manuel Ojeda
- Fernando Morín como doctor Ismael Ceballos
- Fernando Nesmé como Ramos
- Aarón Hernán
- Héctor Cruz como Matías
- Arturo Muñoz como funcionario del Ministerio Público
- Eugenio Cobo
- Flavio Peniche
- Carlos Aguilar
- Martha Batiz
- Jorge Bayardo
- Enrique Rocha
- Marco Antonio Calvillo como hijo de Cata
- Mario Carballido como Arizmendi
- Alberto Casanova como doctor Castañeda
- Gabriela Cerecedo como secretaria
- Susana Contreras como vecina de Delia
- Gerardo del Castillo como teniente J.
- Juan de la Loza
- Eurídice
- Ely Figueroa
- Claudia Cardoso
- Edna Lobato como secretaria
- Melba Luna como cocinera
- Ramiro Orci como Francisco «Paco»
- Bernhard Seifert como licenciado Ruiz Medina
- Ángeles Balvanera como Ada
- Patricia Martínez como Carmen Gloria Becerra
- Oscar Parra
- Luigi Silva
- Eduardo Soto
- Miguel Valles como Román
- José Viller como policía
- Ángeles Yáñez como Ramona
- Gustavo M. Zarate como director del hospital
- Gerardo Camarena como doctor Gutiérrez
- Gustavo Zárate como Ricardo
- Kokin como licenciado Carlos García Sagredo
- Enrique Hidalgo como doctor Castillo
- Sherlyn como Consuelo (niña)
- Rosalía Ramírez
- David Saavedra
- Armando Coria
- Lourdes Paz
- Paola Flores
- Víctor Vogoro
- Libia Regalado
- Jesús Adrián
- Mike Bustos
- Álvaro Hernández
- Andrés Pardave
- Fernando Pérez
- Mari Trini Cerecedo
- Ana Elena Saldívar
- Samuel Gallegos
- Ivonne Morales
- Jimy Heffner
- Rodrigo Cachero
- Leonardo Unda
- Everardo Jasso
- Paco Monteros
- Paco Salazar
- Oscar D`Motta
- Edith Zamudio
- Berenice Ivette
- Víctor Vigoro
- Jorge Capín
- Lilian Nissen
- Luis Romo
- Gabriela Tapia
- Guillermo Avil
- Raúl Nava
- Roberto Ibarra
- Mariany
- Liceara Ibarra
- Rosa Alicia Rojas
- Esther Rinaldi
- Raúl Huitrón
- Julio César "Fido"
- Lilian Pillon
- Andreas Pears
- Yazmin Yris Sol
- Julián Velázquez
- Roberto Munguía
- Gerardo Camarena
- Theo Tapia
- Rodrigo Neri
- Esteban Franco
- Eduardo Lugo
- Rafael Sante
- Erick Rebatet

## Equipo de producción
- Una historia original de: Carmen Daniels
- Adaptación: Dinorah Isaak, Luis Moreno
- Co-adaptación: Tere Medina
- Versión: Vivian Pestalozzi
- Tema: Pobre niña rica
- Letra y música: Marco Flores
- Intérprete: Paulina Rubio
- Tema: Pobre niña rica
- Música: Mario Pupparo
- Letra: Graciela Carballo
- Intérprete: Paulina Rubio
- Música original: Benito Castro, Juan Carlos Marelli, Saburo Iida, Claudio Brugger
- Arreglo musical: Cecilio Díaz
- Escenografía: Carmen Ravelo
- Ambientación: Gerardo Hernández
- Diseño de vestuario: Mónica Aceves
- Musicalizador: Luis Alberto Diazayas
- Editores: Georgina Flores, Martha Barragán, Alberto Rodríguez
- Jefes de producción: Alfredo Lima, Elías Solorio Lara
- Dirección de cámaras 2ª unidad: Eduardo Martínez
- Dirección de escena 2ª unidad: Alejandro Aragón
- Dirección de escena 3ª unidad: Anna Lucia Zammiello
- Administrativa: Elia Rosales
- Coordinadora artística: Gabriela Cerecedo
- Coordinadora de producción: Ángeles Prado de la Paz
- Gerente de producción: José Antonio Urban
- Director y realizador: Antulio Jiménez Pons
- Productor asociado: Gabriel Vázquez Bulmán
- Productor: Enrique Segoviano

## Versiones
- Pobre niña rica es un remake de Pobre Clara producida por Valentín Pimstein para Televisa en 1975 y protagonizada por Chela Castro y Julio Alemán.

Se hicieron después dos versiones en Argentina:
- Pobre Clara, producida para Canal 13 en 1984 y protagonizada por Alicia Bruzzo y Germán Kraus.
- Dulce Ana, producida para Canal 9 en 1995 y protagonizada por Patricia Palmer y Orlando Carrio.

## Tributo aPobre Clara
Como un homenaje a su anterior versión, el productor y los libretistas de Pobre niña rica decidieron denominar a los personajes principales de la telenovela de acuerdo al actor o actriz que interpretó dicho personaje en la versión original. Así por ejemplo: Victoria Ruffo como Consuelo (por Chela Castro); Ariel López Padilla como Julio (por Julio Alemán); Laura Zapata como Teresa (por María Teresa Rivas); Paulina Rubio como Alma (por Alma Muriel); Gerardo Murguía como Carlos (por Carlos Bracho); Elsa Cárdenas como la Tía Alicia (por Alicia Montoya); Ernesto Godoy como Mauricio (por Mauricio Ferrari); Amparito Arozamena como Andrea (por Andrea Palma); Azela Robinson como Ana Luisa (por Ana Luisa Peluffo); Mercedes Molto como Bárbara (por Bárbara Gil); Alejandro Aragón como Alfredo (por Alfredo Leal); Roberto Palazuelos como Gregorio (por Gregorio Casal); Gabriela Platas como Estela (por Estela Chacón); y Luis Uribe como Héctor (por Héctor Andremar) entre otros.